# Ooencyrtus telenomicida
Ooencyrtus telenomicida är en stekelart som först beskrevs av Vassiliev 1904.  Ooencyrtus telenomicida ingår i släktet Ooencyrtus och familjen sköldlussteklar. Arten är reproducerande i Sverige. Inga underarter finns listade i Catalogue of Life.